# باشکون
باشکون (به عربی: باشکون) یک روستا در سوریه است که در ناحیه سنجار واقع شده‌است. باشکون ۱۱۱ نفر جمعیت دارد.